# Wayne Burnett
Wayne Burnett (Lambeth, 4 settembre 1971) è un allenatore di calcio ed ex calciatore inglese, di ruolo centrocampista.

## Carriera

### Giocatore
Burnett esordisce tra i professionisti nel 1989 all'età di 18 anni con i londinesi del Leyton Orient, con i quali aveva già giocato nelle giovanili e con cui trascorre tre stagioni nella quarta divisione inglese, per un totale di 40 presenze e 4 reti. Nell'estate del 1992 si trasferisce al Blackburn, con cui disputa 3 partite in seconda divisione, per poi totalizzare complessivamente 70 presenze e 3 reti in incontri di campionato con il Plymouth, club di terza divisione, tra il 1993 ed il 1995. Nella stagione 1995-1996 gioca invece una partita in prima divisione (la sua unica in carriera in tale categoria) con il Bolton, club con cui all'inizio della stagione 1996-1997 gioca anche una partita in seconda divisione, per poi trasferirsi (inizialmente in prestito ma dopo breve tempo a titolo definitivo) all'Huddersfield Town, club di terza divisione, dove rimane fino alla parte finale della stagione 1997-1998, quando si trasferisce al Grimsby Town: con i Mariners vince sia il Football League Trophy che la finale play-off, nella quale segna anche la rete decisiva per la conquista della promozione in seconda divisione, categoria in cui poi gioca ininterrottamente fino al termine della stagione 2001-2002. Si ritira infine nel 2004, all'età di 33 anni, dopo un biennio trascorso giocando con vari club semiprofessionistici dell'area metropolitana di Londra.
In carriera ha totalizzato complessivamente 324 presenze e 16 reti nei campionati della Football League (tra cui una presenza in prima divisione e 136 presenze e 5 reti in seconda divisione).

### Allenatore
Inizia ad allenare nella stagione 2004-2005 al Fisher Athletic, club londinese in cui aveva anche giocato per un breve periodo nella parte finale della carriera da calciatore, e con cui vince sia una London Senior Cup che la Southern Football League Eastern Division (ottava divisione). Nella stagione 2006-2007 allena invece il Dulwich Hamlet, altro club londinese, militante in Isthmian League (settima divisione); torna poi al Fisher Athletic per la stagione 2007-2008. Dal 28 settembre 2008 al 29 gennaio 2009 (quando si dimette dall'incarico) allena invece il Grays Athletic, club di Conference National (quinta divisione). Dopo le dimissioni si accasa immediatamente al Leyton Orient per allenare nel settore giovanile del club. A partire dall'inizio della stagione 2009-2010 e fino al 28 febbraio 2013 lavora come vice di John Still al Dag & Red, prima in quinta e poi in quarta divisione: in questa data Still si dimette infatti per diventare il nuovo allenatore del Luton Town, e Burnett lo sostituisce in panchina, prima ad interim e poi in pianta stabile. Dopo aver concluso la stagione 2012-2013 con la salvezza, Burnett riesce a far mantenere la categoria al club anche nelle stagioni 2013-2014 e 2014-2015, ma il 21 dicembre 2015 dopo una sola vittoria conquistata nelle prime 16 giornate di campionato viene esonerato. Il 29 giugno 2017, dopo un periodo di inattività, diventa allenatore della squadra Under-23 del Tottenham.

## Palmarès

### Giocatore

#### Competizioni nazionali
- Football League Trophy: 1

Grimsby Town: 1997-1998

### Allenatore

#### Competizioni regionali
- Southern Football League Eastern Division: 1

Fisher Athletic: 2004-2005
- London Senior Cup: 1

Fisher Athletic: 2004-2005